# Calopteromantis
Calopteromantis es un género de mantis (insecto del orden Mantodea) de la familia Thespidae. 

## Especies
Contiene las siguientes especies:
- Calopteromantis hebardi
- Calopteromantis otongica
- Calopteromantis terrai